# 里夫斯 (路易斯安那州)
里夫斯（英語：Reeves），是美国路易斯安那州下属的一座村镇。根据2010年美国人口普查，该市有人口232人。建置上，属于“village”。